# Нуортева, Александр Фёдорович
Александр Фёдорович Нуо́ртева (фин. Santeri Nuorteva; при рождении — Александер Нюберг, швед. Alexander Nyberg; 29 июня 1881, Выборг — 31 марта 1929, Ленинград) — финский журналист и политик, позже советский государственный и партийный деятель, Председатель Карельского ЦИКа (1924—1929).

## Биография
Родился 29 июня 1881 года в Выборге, в Великом княжестве Финляндском в семье чиновника-телеграфиста шведского происхождения Клауса Класа Фредерика (Класа Генриховича) Нюберга и Анны Александровны Сахаровой, дочери курского полицмейстера еврейского происхождения.
С 1893 по 1898 годы обучался в Хельсинкском шведском лицее. С 1898 года по 1901 гг. работал в торговой лавке разнорабочим, ходил матросом на морских пароходах, побывал в Германии, Англии, Южной Америке, Африке, был конторщиком.
С 1904 года — член Социал-демократической партии Финляндии. Руководил вечерней школой для рабочих. Экстерном окончил историко-филологический факультет Императорского Александровского университета в Хельсинкие. В 1904 г. сдал экстерном экзамен на учителя русского, английского и шведского языка.
С 1904 по 1907 годы — учитель средней школы в Форссе.
В начале 1905 года начал выпускать газету Forssan Sanomat («Новости Форса») левого направления, преобразованную в 1906 году в социалистическую Yhdenvertaisuus («Равенство»).
В 1906 году поменял фамилию на Нуортева.
Участник съезда Социал-демократической партии Финляндии в Оулу. В 1907—1909 годах — депутат Эдускунты Великого Княжества Финляндского. Был редактором газеты Kansan Lehti («Народной газеты»).
В 1907 году помогал В. И. Ленину тайно переехать из Финляндии в Швецию.
В 1909 году находился в заключении в Какола в Турку за критику российского режима. В 1911 году эмигрировал в Соединённые Штаты Америки. Он остановился в городе Астория штата Орегон, где проживало много финнов.
Был редактором финноязычных изданий в Фицбурге — журнала Säkeniä («Искра»), газет Toveri («Товарищ») и Raivaaja («Пахарь»). Был членом обкома и ЦК Американской социалистической партии, делегатом её съездов.
В феврале 1918 года согласился стать полномочным представителем Финляндского «красного» правительства, но его миссия провалилась: ему не удалось попасть на приём в государственный департамент США. Для выполнения задач он основал бюро Suomalaisen Tiedonantotoimisto («Информационное бюро Финляндии»). Распространял в сентябре 1918 памфлет Открытое письмо американским рабочим как представитель Финляндской рабочей республики, чьи пропагандистские тезисы больше отражают точку зрения Советской России. Например, восстанию чехословацкого корпуса уделено больше внимания, чем интересам уже прекратившего своё существование «красного» правительства. Во многом благодаря памфлетам Нуортева термин «Финляндская Советская социалистическая рабочая республика» укоренился в англоязычных источниках, в то время как в самой Финляндии его не использовали даже сами «красные». Вскоре основная деятельность Нуортева полностью переключилась на защиту Октябрьской революции и её пропаганду в США. Издавал журнал «Soviet Russia». В марте 1919 года советское правительство назначило Людвига Мартенса руководителем Советского бюро в Нью-Йорке. Нуортева стал его секретарём, в его обязанности входили связи с общественностью и дипломатическая деятельность. Советская Россия стремилась создать торговые отношения с США, и у Нуортева была здесь важная роль.
1920 г. — откомандирован в Канаду для переговоров об установлении торговых отношений, после чего направлен членом советской делегации на англо-советских переговорах. В докладе Министерства юстиции США «Британский шпионаж в Соединенных Штатах» отмечалось, что Нуортева тайно пересёк американско-канадскую границу и выехал в Англию при содействии канадских и британских властей и помощи британских агентов в США. В Великобритании арестован и выслан в РСФСР.

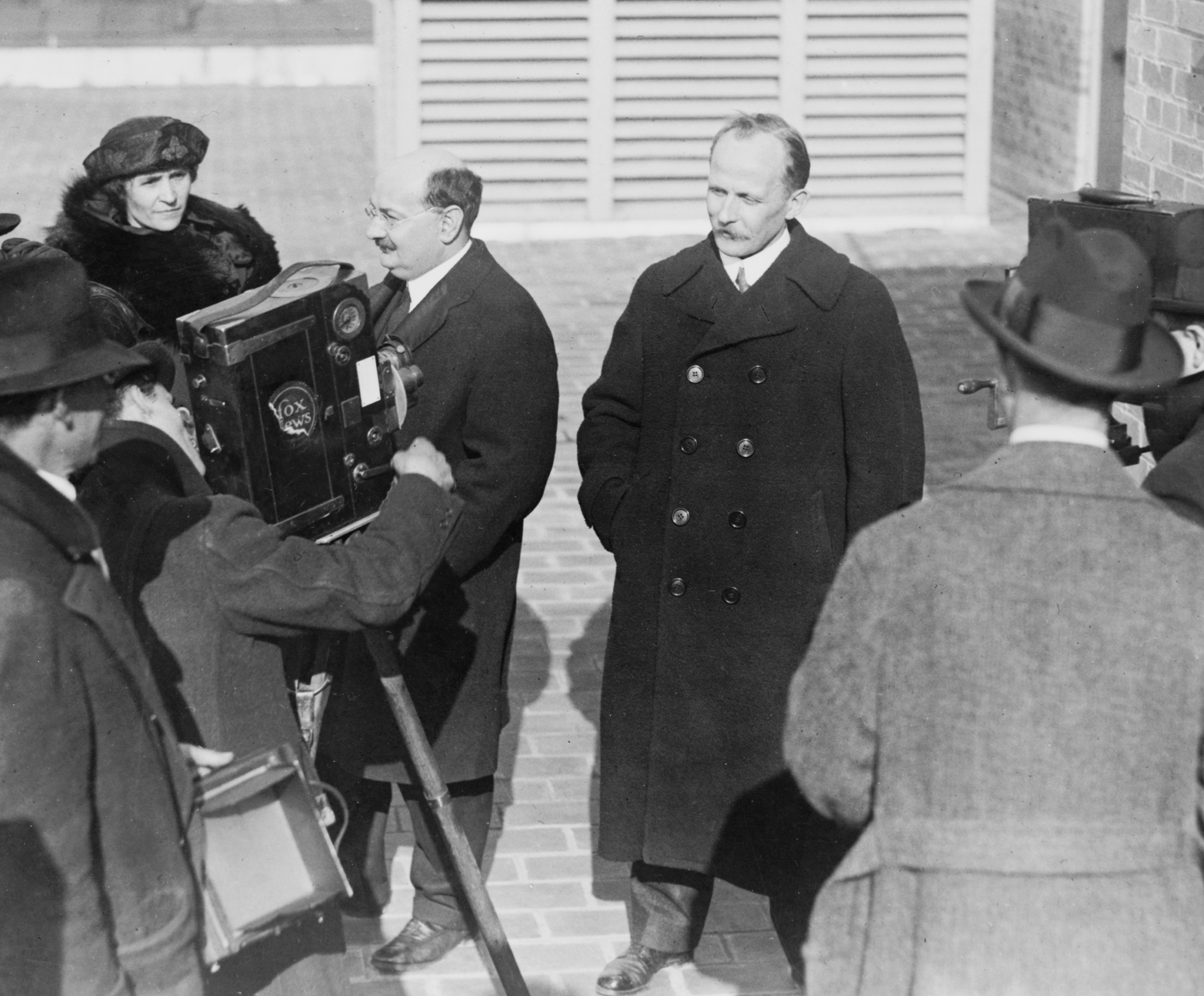
Сантери Нуортева и Людвиг Мартенс, Советское бюро в Нью-Йорке (1920)

С июля 1920 г. — заведующий отделом стран Антанты и Скандинавии Народного комиссариата иностранных дел РСФСР. В 1921 г. был арестован ВЧК по обвинению в шпионаже, в 1922 г. был освобождён.
С 1922 г. — заведующий отделом народного образования, отдела агитпропа обкома, член исполкома Карельской Трудовой Коммуны, нарком просвещения. С ноября 1922 г. заведовал Карельским областным архивным бюро Центрархива РСФСР.
С 1923 г. — заведующий англо-американским отделом Народного комиссариата иностранных дел РСФСР. В 1924 г. работал в Швеции руководителем советского информационного агентства РОСТА, был командирован в страны Европы.
С 1924 г. — Председатель ЦИК Автономной Карельской ССР. В 1924—1926 гг. — редактор газеты Punainen Karjala (сейчас Karjalan Sanomat), а также «Красной Карелии», «Карельской деревни», «Карьялан маамиес» и «Ленинской смены».
Член Карельского ЦИК V—VII созывов. Избирался членом ЦИК СССР (1925). Делегат XII и XIII Всероссийских съездов Советов (1925, 1927), III и IV Всесоюзных съездов Советов (1925, 1927). Был депутатом Петрозаводского городского Совета.
В 1927 году был также представителем АКССР в правлении Мурманской железной дороги.
Умер 31 марта 1929 г. в больнице имени Первухина в Ленинграде.
Похоронен в Петрозаводске в Братской могиле участников гражданской войны.

## Семья
- Первая жена — Ирен (Иркки) София Густавссон, учительница, в браке с 1905 год. Скончалась в январе 1909 года в Турку от туберкулёза[12].
  - Дочь (1906 — января 1909). Скончалась от дифтерии[1].
- Вторая жена — Санни Нуортева (урождённая Туомисто), актриса любительского театра. Умерла в конце Второй мировой войны в Казахстане.
  - Сын — Пентти Александрович Нуортева (1910—1942) Работал шофером автобазы «Карелавто» в Петрозаводске. Пентти и его младший брат Матти участвовали в разведывательной операции в оккупированном Петрозаводске, в 1942 году были захвачены финской разведкой и расстреляны. Похоронены в Космозере.
  - Дочь — Кертту Нуортева (1912, США — ?) В августе 1937 года была арестована, в 1940 г. — выпущена; во время Великой Отечественной войны служила в советской разведке, участвовала в разведывательной операции в Финляндии (под именем Ирья Ниеми), была связана с Хеллой Вуолийоки. В 1942 году была арестована финской разведкой, была приговорена к смерти, но приговор не был приведён в исполнение. Осенью 1944 года, после перемирия, была передана советским властям, была арестована и находилась в заключении до 1954 г.[источник не указан 4663 дня] Умерла 29 августа[источник не указан 4663 дня] 1963 г. в Караганде[1].
  - Сын — Матти (1914 — ?)
  - Александр Нуортева был родственником финского журналиста и сатирика Вяйнё Нуортева, писавшего под псевдонимом Олли.

## Память

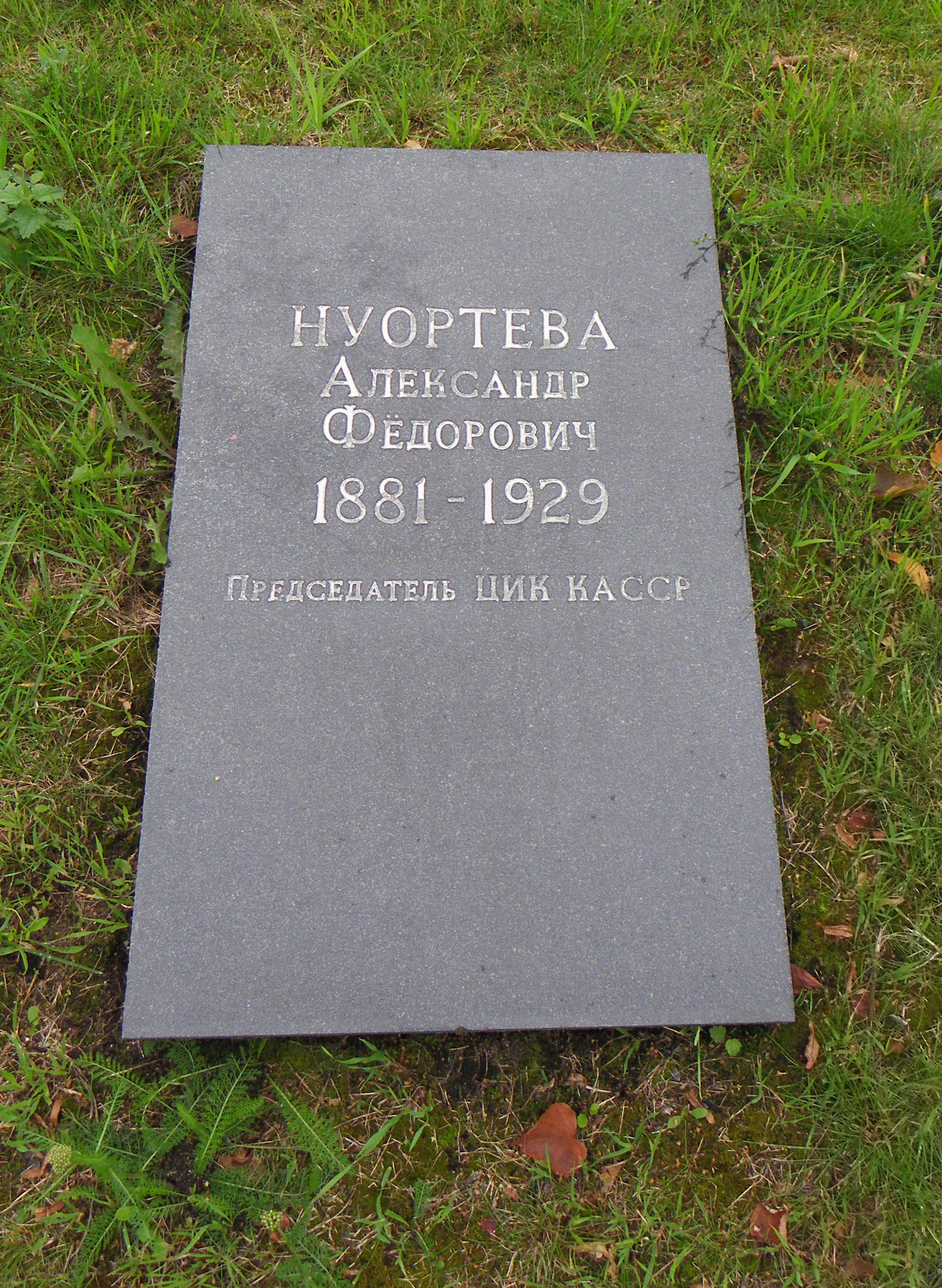
Плита с именем С. Нуортева на Братской могиле в Петрозаводске на площади Ленина

После смерти Нуортева был торжественно похоронен в Петрозаводске в Братской могиле участников гражданской войны на современной площади Ленина. После 1937 год памятник Нуортева был снесен, восстановлен после XX съезда КПСС в виде плиты с надписью «Нуортева Александр Фёдорович. 1881—1929. Председатель ЦИК АКССР».
Именем Нуортева в сентябре 1929 г. была названа Онежская набережная в Петрозаводске, с 26 октября 1937 г. набережной было возвращено её прежнее название.
Его имя также получил грузопассажирский пароход Северо-Западного пароходства 1888 года постройки «Рабочий вождь», обслуживавший линию Петрозаводск — Зимник — Соломенное — Судострой; в 1938 году пароход был переименован в «Онежец».
Постановлением Президиума Карельского ЦИК от 29 июня 1929 г. именем Нуортева были названы также Ильинский лесопильный завод, Видлицкая школа крестьянской молодежи и Недлахтинская застава Петрозаводского погранотряда (все они лишились имени Нуортева в конце 1930-х годов после переименования).

## Труды, статьи, воспоминания
- Нуортева А. Ф. Проблема карельского языка в национальной политике АКССР / А. Ф. Нуортева / Карело-Мурманский край. — 1927. — № 2. — С. 1—3; № 3. — С. 2—4.
- Нуортева А. Ф. К десятилетию карельской пролетарской прессы / А. Ф. Нуортева / Красная Карелия. — 1928. — № 4.
- Нуортева А. Ф. На октябрьском пути : статья председателя КарЦИка тов. Нуортева // Карело-Мурманский край : краеведческий, общественно-экономический иллюстрированный журнал. — 1926. — № 22. — С. 4—6.
- Нуортева А. Призывникам Карелии : [обращение Председателя ЦИК АКССР А. Нуортева] // Вестник Карело-Мурманского края, 1925. — № 28. — С. 2—3.
- Нуортева А. На борьбу с неграмотностью : ко всем рабочим и крестьянам, учительству и ко всем трудящимся АКССР / А. Нуортева, Деккоев, Э. Гюллинг // Вестник Карело-Мурманского края — 1926. — № 1. — С. 13.
- Нуортева А. Ф. Путевые заметки // Красная Карелия. 1928. 6 июня, 7 июня.
- Нуортева А. Ф. В декабре 1907 г. // С Лениным вместе — Петрозаводск: Карельское книжное издательство, 1967. — С. 67—71.